# 上海先施公司ビル

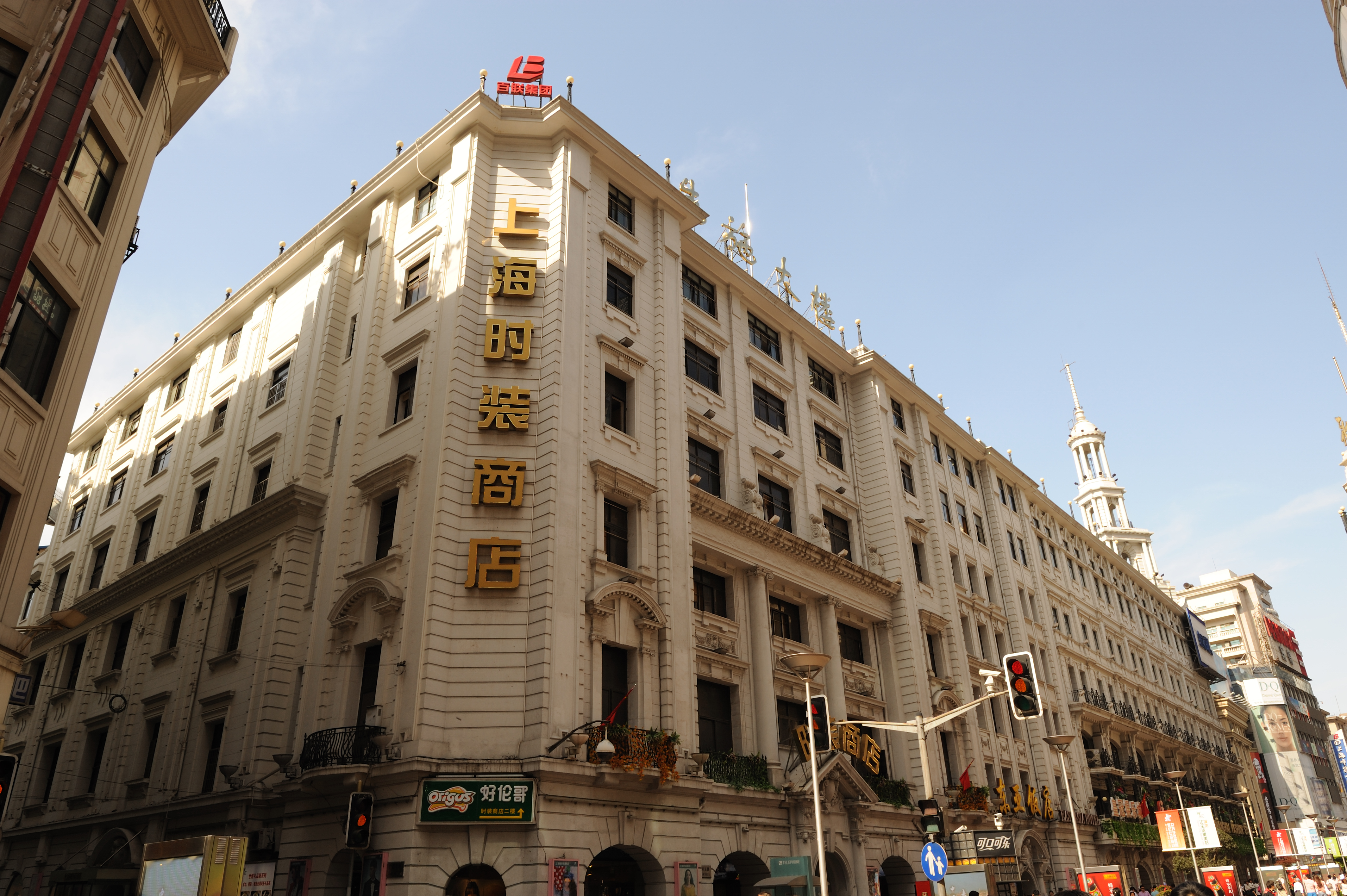
先施公司ビル

上海先施公司ビル（しゃんはいせんしこうしビル）は、上海市南京路と浙江路の交差点にある百貨店ビルである。1915年から1917年までに建設され、現在はファッションビル、およびホテルとして利用されている。先施（シンシア）公司ビルは1989年9月25日に上海市文物保護単位にリストアップされ、同じ年に上海市優秀歴史建築に選ばれた。
先施公司ビルの敷地面積は7,025㎡、建築面積は34,115㎡である。七階建てでバロック様式と古典主義建築を受けた鉄筋コンクリート造建築である。上海初の中華系資本による高級ホテル「東亜ホテル」もこの建物に入居していた。